# Liste der denkmalgeschützten Objekte in Oftering
Die Liste der denkmalgeschützten Objekte in Oftering enthält die denkmalgeschützten, unbeweglichen Objekte der Gemeinde Oftering in Oberösterreich (Bezirk Linz-Land).

## Denkmäler
| Foto |                 | Denkmal                                                                             | Standort                                   | Beschreibung | Metadaten |
| ---- | --------------- | ----------------------------------------------------------------------------------- | ------------------------------------------ | --- | --- |
| ja   | Datei hochladen | Mariensäule HERIS-ID: 19441seit 2024                                                | bei Einsteinstraße 1 Standort KG: Freiling | | BDA-Hist.: Q126122365 Status: Bescheid Stand der BDA-Liste: 2025-06-30 Name: Mariensäule GstNr.: 446/48                                                                              |
| ja   | Datei hochladen | Kath. Pfarrkirche hll. Peter und Paul und Friedhof HERIS-ID: 19449 Objekt-ID: 15747 | Ofteringer Straße 27 Standort KG: Freiling | Die Pfarrkirche von Oftering ist um 1450 entstanden, wurde nur wenig verändert und präsentiert sich Innen noch annähernd im ursprünglichen Bauzustand. Neben den Figuren der namensgebenden hll. Peter und Paul fallen die Fresken an den Seitenwänden des Chores auf. Rechts sieht man die Darstellung der Geißelung Christi und das Bild auf der linken Seite zeigt die Gregorsmesse. Am Chorgestühl befinden sich noch Szenen aus dem Leben und Wirken der beiden Kirchenpatrone. | BDA-Hist.: Q23541842 Status: § 2a Stand der BDA-Liste: 2025-06-30 Name: Kath. Pfarrkirche hll. Peter und Paul und Friedhof GstNr.: .190, 469 Saints Peter and Paul Church (Oftering) |
| ja   | Datei hochladen | Volksschule HERIS-ID: 52455 Objekt-ID: 59289                                        | Ofteringer Straße 8 Standort KG: Freiling  | 1949 baute die Gemeinde Oftering ihre neue Volksschule mit vorerst sechs Klassenzimmern. Im Jahre 2006 wurde die Schule erweitert. | BDA-Hist.: Q38051491 Status: § 2a Stand der BDA-Liste: 2025-06-30 Name: Volksschule GstNr.: .302                                                                                     |
| ja   | Datei hochladen | Pfarrheim und Mesnerhaus, ehem. Schule HERIS-ID: 19447 Objekt-ID: 15745             | Lehnerstraße 4 Standort KG: Freiling       | 1698 richtete man in dem kleinen Mesnerhaus neben der Kirche eine einklassige Schule ein. Diese wurde 1890 nach einem Brand auf drei Klassen erweitert und war bis zum Bau der neuen Volksschule 1949 in Verwendung. Das Haus hat eine genutete Fassade und markante Bossensteine aus Putz an den Ecken und in der Mitte. Die Fenster auf der linken Seite haben gerade Faschen mit Schlusssteinen, die auf der rechten Seiten jedoch Segmentfaschen mit Schlusssteinen.             | BDA-Hist.: Q37847662 Status: § 2a Stand der BDA-Liste: 2025-06-30 Name: Pfarrheim und Mesnerhaus, ehem. Schule GstNr.: .188                                                          |